# Пастрмка главатица
Пастрмка главатица (лат. Salmo marmoratus) је слатководна риба која живи у Јадранском сливу, а припада фамилији Salmonidae. 

## Опис и грађа
Пастрмка главатица има карактеристично велику главу, која јој заузима од 22% до 25% укупне дужине тела. Зуби и вилице су јој веома јаки. Тело има облик издуженог ваљка. Боја тела јој варира од црвеносиве до тамнозеленкасте, а има тамне пруге у виду шара. Глава јој је налик мрамору, па је по томе и добила такав латински назив. 

## Навике, станиште, распрострањеност
Пастрмка главатица живи у рекама у Јадранском сливу, од Југозападних алпа па до Албаније. Живи у рекама - Морача, Соча, Идријица, Випва, Неретва, Зета, Бели Дрим, Бојана и Скадарском језеру. Загађења и промена станишта довело је до дубиозне разлике као једне од најугроженијих слатководних риба Јадранског басена. Задржава се у дубоким вировима. 

## Размножавање
Пастрмка главатица се мрести када температура воде достигне од 8 до 13°C. тада женка положи икру на шљунковито дно, а развој ембриона у јајним опнама, при температури од 9,5°C и траје око 45 дана. На почетку се храни планктонима, а касније ситном рибом